# Westland Whirlwind (elicottero)
Il Westland Whirlwind era un elicottero medio ad uso militare e civile realizzato dall'azienda Britannica Westland Aircraft su licenza della statunitense Sikorsky negli anni cinquanta.
Il Whirlwind, che era la versione britannica del Sikorsky H-19 Chickasaw, rimase in servizio operativo principalmente con la Fleet Air Arm nel ruoli di anti sommergibile e ricerca e salvataggio.

## Sviluppo
Il primo prototipo del Whirlwind HAR.1 volò nell'agosto 1953 motorizzato da un radiale Pratt & Whitney R-1340-40 Wasp da 600 hp (447 kW) e it entered service shortly afterwards impiegato in svariati ruoli civili tra i quali ricerca e salvataggio e communications functions. I successivi sviluppi furono l'HAR.3, equipaggiato con il più potente Wright R-1300-3 Cyclone 7 da 700 hp (522 kW), e l'HAR.5, dotato per la prima volta di un motore prodotto nel Regno Unito, l'Alvis Leonides Major.
L'HAR.7, entrato in servizio nel 1954, divenne il primo elicottero britannico espressamente progettato nel ruolo anti sommergibile. Equipaggiato con apparecchiature elettroniche per il rilevamento dei sottomarini in superficie, radar, e in immersione, sonar filabile ad immersione (ASDIC), poteva essere equipaggiato, in alternativa all'ASDIC, con un siluro. Dotato di un radiale Alvis Leonides Major 755/1, raggiungeva la tangenza massima di 9 400 ft (2 865 m) con un'autonomia di 334 nm (534 km) a 75 kt (139 km/h - 86 mph).
Successivamente alcuni HAR.9 vennero dotati del turboalbero Rolls-Royce Gnome.
Nel Regno Unito, dopo un iniziale utilizzo nella Royal Navy, il Whirlwind venne impiegato anche dalla British Army e Royal Air Force.
Degli oltre 400 esemplari prodotti, circa 100 vennero esportati in numerosi paesi esteri, tra cui l'Italia.

## Versioni

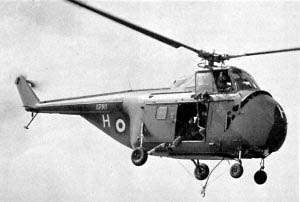
Un Westland Whirlwind in forza alla Royal Navy

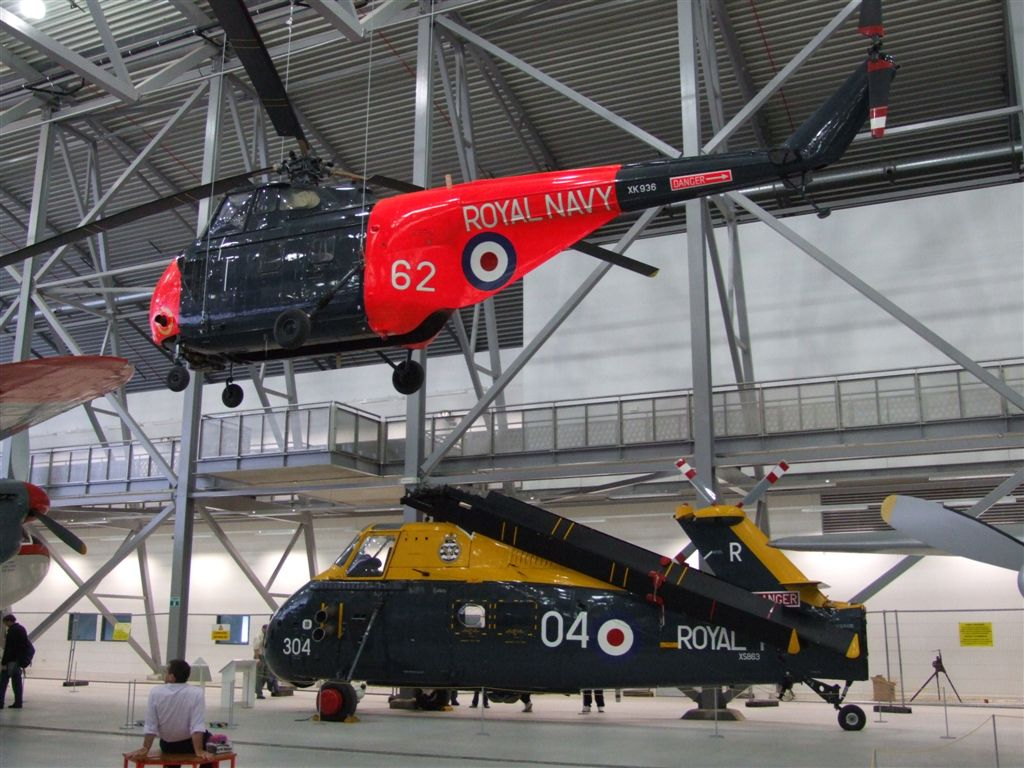
I Westland Whirlwind HAS.7 (XK936) (superiore) e Westland Wessex HAS.1 (XS863) (inferiore) esposti nel "big hangar" all'Imperial War Museum di Duxford

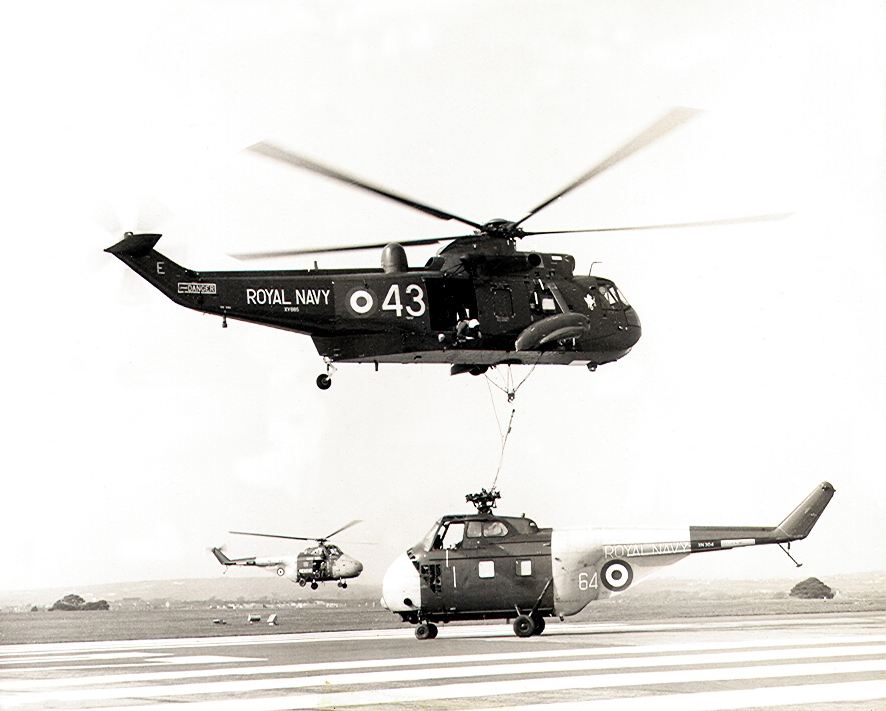
Westland Sea King HAS.1 XV 665 trasporta un elicottero Westland Whirlwind HAS.7 con il motore in avaria riportandolo alla base inglese RNAS Culdrose nell'aprile 1971

WS-55 Series 1versione da trasporto ad uso civile e militare dotata di motore radiale Pratt & Whitney Wasp R-1340-40. Prodotta in 44 esemplari
WS-55 Series 2versione ad uso civile dotata di radiale Alvis Leonides Major 755, prodotta in 19 esemplari
WS-55 Series 3versione ad uso civile dotata di turboalbero Bristol Siddeley Gnome 101. Prodotta in 5 esemplari
HAR.1versione ricerca e salvataggio in dotazione alla Royal Navy, prodotta in 10 esemplari
HAR.2versione in dotazione alla Royal Air Force dal 1955, prodotta in 33 esemplari
HAR.3versione in dotazione RAF, equipaggiata dal radiale Wright R-1300-3 da 700 hp (522 kW), prodotta in 25 esemplari
HAR.4sviluppo della versione HAR.2 per condizioni climatiche estreme, prodotta in 24 esemplari
HAR.5versione in dotazione RN dotata di motori Alvis, prodotta in 3 esemplari
HAS.7versione anti sommergibile in dotazione RN, dotata di 1 siluro, prodotta in 129 esemplari, 12 dei quali usato come trasporto dalla Royal Marine
HCC.8versione da trasporto per la famiglia reale britannica e VIP, prodotta in 2 esemplari
HAR.9versione in dotazione RN
HC.10versione in dotazione RAF
HAR.10versione da trasporto e pattugliamento aereo e marino in dotazione RAF, prodotta in 68 esemplari
HCC.12Royal Flight, prodotta in 2 esemplari
I modelli di valutazione di produzione statunitense sono stati i seguenti
HAR.21versione ricerca e salvataggio, prodotta in 44 esemplari
HAS.22versione anti sommergibile, prodotta in 44 esemplari

## Elicotteri comparabili
Unione Sovietica
- Mil Mi-4

## Utilizzatori

### Civili
Regno Unito
- British European Airways

### Militari
Arabia Saudita
 Austria
 Bahamas
 Brasile
 Brunei
 Canada
 Cuba
 Francia
 Ghana
 Iran
 Jugoslavia
 Giordania
 Kuwait
 Nigeria
 Norvegia
 Qatar
 Spagna
 Regno Unito

## Esemplari attualmente esistenti
Sono oltre 20 gli esemplari presenti nelle collezioni museali britanniche, tra i quali il Royal Air Force Museum ed il Fleet Air Arm Museum, oltre al gate guardian presente alla base RAF Odiham.
Il Whirlwind Series 3, matricola G-APWN, presente al Midland Air Museum, di Coventry, in Inghilterra, è occasionalmente lasciato aperto consentendo al pubblico di visitarlo internamente.

## Annotazioni
Nel corso della crisi di Suez fu attuato il primo attacco su larga scala effettuato con elicotteri. Il 6 novembre 1956 elicotteri Bristol Sycamore e Westland Whirlwind decollati dalla Ocean e dalla Theseus, sbarcarono 425 uomini del 45° Commando e più di 20 tonnellate di attrezzature a Port Said in soli 90 minuti.